# Clive Owen
Clive Owen (født 3. oktober 1964 i Coventry, England) er en britisk skuespiller. Han har optrådt i adskillige low-budget film ligesåvel som Independent film, og er muligvis bedst kendt for rollen som Kong Arthur i filmen King Arthur fra 2004.
Han var Oscarnomineret i kategorien bedste mandlige birolle for rollen som «Larry» i filmen Closer.

## Filmografi

### Film
| År   | Titel                                       | Rolle                   | Noter                                                                                     |
| ---- | ------------------------------------------- | ----------------------- | ----------------------------------------------------------------------------------------- |
| 1990 | Vroom                                       | Jake                    | filmdebut                                                                                 |
| 1991 | Close My Eyes                               | Richard                 |                                                                                           |
| 1993 | Century                                     | Paul Reisner            |                                                                                           |
| 1995 | The Turnaround                              | Nick Sharman            |                                                                                           |
| 1996 | The Rich Man's Wife                         | Jake Golden             |                                                                                           |
| 1997 | Bent                                        | Max                     |                                                                                           |
| 1998 | Croupier                                    | Jack Manfred            |                                                                                           |
| 2000 | Greenfingers                                | Colin Briggs            |                                                                                           |
| 2001 | Ambush                                      | The Driver              | 1. sæson af The Hire kortfilmserie for BMW                                                |
| 2001 | Chosen                                      | The Driver              | 1. sæson af The Hire kortfilmserie for BMW                                                |
| 2001 | The Follow                                  | The Driver              | 1. sæson af The Hire kortfilmserie for BMW                                                |
| 2001 | Star                                        | The Driver              | 1. sæson af The Hire kortfilmserie for BMW                                                |
| 2001 | Powder Keg                                  | The Driver              | 1. sæson af The Hire kortfilmserie for BMW                                                |
| 2001 | Gosford Park                                | Robert Parks            |                                                                                           |
| 2002 | The Bourne Identity                         | The Professor           |                                                                                           |
| 2002 | Hostage                                     | The Driver              | 2. sæson af The Hire kortfilmserie for BMW                                                |
| 2002 | Ticker                                      | The Driver              | 2. sæson af The Hire kortfilmserie for BMW                                                |
| 2002 | Beat the Devil                              | The Driver              | 2. sæson af The Hire kortfilmserie for BMW                                                |
| 2003 | I'll Sleep When I'm Dead                    | Will                    |                                                                                           |
| 2003 | Beyond Borders                              | Nick Callahan           |                                                                                           |
| 2004 | King Arthur                                 | Arthur                  |                                                                                           |
| 2004 | Closer                                      | Larry Gray              |                                                                                           |
| 2005 | Sin City                                    | Dwight McCarthy         |                                                                                           |
| 2005 | Derailed                                    | Charles Schine          |                                                                                           |
| 2006 | The Pink Panther                            | Nigel Boswell/Agent 006 | uncredited                                                                                |
| 2006 | Inside Man                                  | Dalton Russell          |                                                                                           |
| 2006 | Children of Men                             | Theo Faron              |                                                                                           |
| 2007 | Shoot 'Em Up                                | Smith                   |                                                                                           |
| 2007 | Elizabeth: The Golden Age                   | Sir Walter Raleigh      |                                                                                           |
| 2009 | The International                           | Louis Salinger          |                                                                                           |
| 2009 | Duplicity                                   | Ray Koval               |                                                                                           |
| 2009 | The Boys Are Back                           | Joe Warr                |                                                                                           |
| 2010 | Trust                                       | Will                    |                                                                                           |
| 2011 | Killer Elite                                | Spike                   |                                                                                           |
| 2011 | Intruders                                   | John Farrow             |                                                                                           |
| 2012 | Shadow Dancer                               | Mac                     |                                                                                           |
| 2013 | Blood Ties                                  | Chris                   |                                                                                           |
| 2013 | Words and Pictures                          | Jack Marcus             |                                                                                           |
| 2015 | Last Knights                                | Raiden                  |                                                                                           |
| 2016 | The Confirmation                            | Walt                    |                                                                                           |
| 2016 | The Escape                                  | The Driver              | 3. sæson af The Hire kortfilmserie for BMW                                                |
| 2017 | Killer in Red                               | Floyd                   | Short film                                                                                |
| 2017 | Valerian and the City of a Thousand Planets | Commander Arun Filitt   |                                                                                           |
| 2018 | Ophelia                                     | Claudius                |                                                                                           |
| 2018 | Anon                                        | Sal Frieland            |                                                                                           |
| 2019 | Gemini Man                                  | Clay Varris             |                                                                                           |
| 2019 | The Song of Names                           | Dovidl                  |                                                                                           |
| 2019 | The Informer                                | Keith Montgomery        |                                                                                           |
| 2020 | Guida romantica a posti perduti             | Benno                   | Owen dubbet på italiensk af Fabio Boccanera I traileren er han dubbet af Andrea Lavagnino |
| TBA  | Cleaner                                     | TBA                     | In-production                                                                             |

### Tv
| År        | Titel                              | Rolle                               | Noter                                             |
| --------- | ---------------------------------- | ----------------------------------- | ------------------------------------------------- |
| 1987      | Rockliffe's Babies                 | PC Parslew                          | Television debut Episode: "Up the Down Escalator" |
| 1988      | Boon                               | Geoff                               | Episode: "Peacemaker"                             |
| 1989      | Precious Bane                      | Gideon Sarn                         | Television film                                   |
| 1990      | Lorna Doone                        | John Ridd                           | Television film                                   |
| 1990–1991 | Chancer                            | Derek Love/Stephen Crane            | Series regular; 20 episoder                       |
| 1993      | Class of '61                       | Devin O'Neil                        | Television film                                   |
| 1993      | The Magician                       | Detective Conservative George Byrne | Television film                                   |
| 1994      | Nobody's Children                  | Corneliu Bratu                      | Television film                                   |
| 1994      | An Evening with Gary Lineker       | Bill                                | Television film                                   |
| 1994      | Doomsday Gun                       | Dov                                 | Television film                                   |
| 1994      | The Return of the Native           | Damon Wildeve                       | Television film                                   |
| 1995–1996 | Screen Two                         | Paul/Diggory Venn                   | 2 episoder                                        |
| 1996      | Sharman                            | Nick Sharman                        | Series regular; 4 episoder                        |
| 1998      | The Echo                           | Deacon                              | Television miniseries; 2 episoder                 |
| 1999      | Split Second                       | Michael Anderson                    | Television film                                   |
| 1999      | Second Sight                       | DCI Ross Tanner                     | Television film                                   |
| 2000      | Second Sight: Parasomnia           | DCI Ross Tanner                     | Television film                                   |
| 2000      | Second Sight: Kingdom of the Blind | DCI Ross Tanner                     | Television film                                   |
| 2000      | Second Sight: Hide and Seek        | DCI Ross Tanner                     | Television film                                   |
| 2007      | Extras                             | Sig selv                            | Episode: "The Extra Special Series Finale"        |
| 2007      | Hypnose homee                      | Sig selv                            | Television short                                  |
| 2012      | Hemingway & Gellhorn               | Ernest Hemingway                    | Television film                                   |
| 2012      | Being: Liverpool                   | Narrator                            | Episode: "Silver Shovel"                          |
| 2014–2015 | The Knick                          | Dr. John W. Thackery                | Series regular; 20 episodes                       |
| 2020      | Curb Your Enthusiasm               | Himself                             | Episode: "Insufficient Praise"                    |
| 2021      | Lisey's Story                      | Scott Landon                        | Series regular; 8 episoder                        |
| 2021      | Impeachment: American Crime Story  | Bill Clinton                        | Series regular; 10 episoder                       |
| 2023      | A Murder at the End of the World   | Andy                                | Kommende; series regular                          |
| 2024      | Monsieur Spade                     | Sam Spade                           | Kommende, hovedrolle                              |

### Teater
| År   | Titel                         | Rolle                    | Instruktør         | Noter                               |
| ---- | ----------------------------- | ------------------------ | ------------------ | ----------------------------------- |
| 1989 | Precious Bane                 | Gideon Sarn              | Christopher Menaul | play                                |
| 1991 | The Philanderer               | Mr Joseph Cuthbertson    | Brian Cox          | skuespil; Hampstead Theatre         |
| 1991 | The Doctor's Dilemma          | Unknown                  | James Maxwell      | play; Royal Exchange Theatre        |
| 1994 | Design for Living             | Alfred Lunt              | Sean Mathias       | skuespil; Donmar Warehouse Theatre  |
| 1997 | Closer                        | Dan                      | Patrick Marber     | skuespil; Royal National Theatre    |
| 2001 | A Day in the Death of Joe Egg | Bri                      | Laurence Boswell   | skuespil; New Ambassadors Theatre   |
| 2015 | Old Times                     | Deeley                   | Douglas Hodge      | skuespil; American Airlines Theatre |
| 2017 | M. Butterfly                  | Rene Gallimard           | Julie Taymor       | skuespil; Cort Theatre              |
| 2019 | The Night of the Iguana       | Rev. T. Lawrence Shannon | James Macdonald    | skuespil; Noël Coward Theatre       |

### Computerspil
| År   | Titel                      | Rolle     | Noter                 |
| ---- | -------------------------- | --------- | --------------------- |
| 1996 | Privateer 2: The Darkening | Lev Arris | Live-action cutscenes |

### Producer
| År   | Titel             | Noter |
| ---- | ----------------- | --- |
| 2009 | The Boys Are Back | Feature film; executive producer |
| 2014 | The Knick         | Tv-serie; 10 episoder/executive producer Episode: "Method and Madness" (2014) Episode: "Mr. Paris Shoes" (2014) Episode: "The Busy Flea" (2014) Episode: "Where the Dignity" (2014) Episode: "The Captured the Heat" (2014) Episode: "Start Calling Me Dad" (2014) Episode: "Get the Rope: (2014) Episode: "Working Late a Lot" (2014) Episode: "The Golden Lotus" (2014) Episode: "Crutchfield" (2014) |

### Soundtrack
| År   | Titel                | Noter   | Sang                       |
| ---- | -------------------- | ------- | -------------------------- |
| 2012 | Hemingway & Gellhorn | Tv-film | "Tutti Mi Chiamano Bionda" |